# F. Thomas Farrell

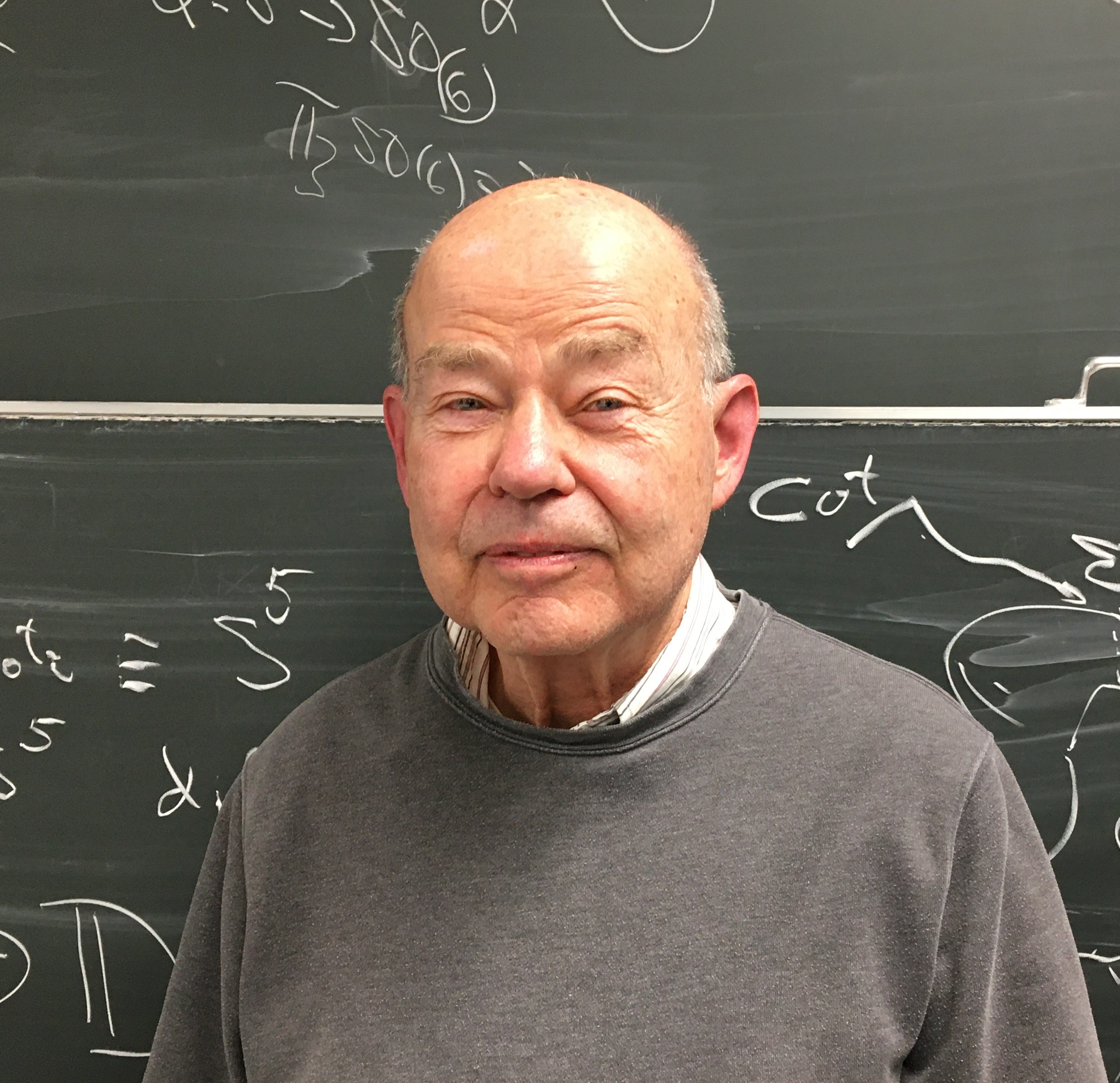
F. Thomas Farrell, 2020

Francis Thomas Farrell (* 14. November 1941 in Cincinnati, Ohio) ist ein US-amerikanischer Mathematiker, der sich mit Topologie und Differentialgeometrie befasst.

## Leben
Farrell studierte an der Harvard University mit dem Bachelor-Abschluss 1964 und wurde 1967 bei Wu-Chung Hsiang an der Yale University promoviert (The obstruction to fibering a manifold over a circle). Als Post-Doktorand war er an der University of California, Berkeley, an der er 1969 bis 1972 Assistant Professor war. Danach ging er an die Pennsylvania State University, an der er 1978 eine volle Professur erhielt. 1976/77 war er am Institute for Advanced Study. 1979 bis 1985 war er an der University of Michigan und 1984 bis 1992 an der Columbia University. Er ist seit 1990 Professor an der State University of New York at Binghamton. Inzwischen ist er emeritiert.

## Werk
In seiner Dissertation bewies er, wann Mannigfaltigkeiten mit Dimensionen größer gleich fünf Faserräume über dem Kreis sind.
Er befasste sich mit der Klassifikation von Mannigfaltigkeiten mit demselben Homotopietyp und speziell mit der Borel-Vermutung, die besagt, dass asphärische geschlossene Mannigfaltigkeiten durch ihre Fundamentalgruppe {\displaystyle \pi _{1}(X)} bis auf Homöomorphie festgelegt sind. Die Vermutung macht eine topologische Starrheitsaussage (Festlegung der Topologie aus algebraischen Daten der Homotopiegruppen) und Farrell bewies mit Kollegen die Vermutung für Spezialfälle (einige flache Mannigfaltigkeiten und solche mit nicht positiver Schnittkrümmung in 5 und mehr Dimensionen mit L. E. Jones). Er arbeitete auf diesem und anderen Gebieten außer mit Hsiang (mit dem er Spezialfälle der Novikov-Vermutung bewies) häufig mit Lowell Edwin Jones zusammen. Von beiden stammen die Farrell-Jones-Vermutungen (1993) in der algebraischen K-Theorie, deren Beweis andere Vermutungen zur Folge hat wie zum Beispiel die Borel- und Novikov-Vermutung (in Dimensionen größer gleich fünf). Sie ist mit der Baum-Connes-Vermutung in der topologischen K-Theorie verwandt. Farrells Erweiterung von Tate-Kohomologiegruppen endlicher Gruppen (nach John T. Tate) wird Tate-Farrell-Kohomologie genannt.
1970 war er eingeladener Sprecher auf dem Internationalen Mathematikerkongress in Nizza (The obstruction of fibering a manifold over a circle) und Lowell Edwin Jones trug über die gemeinsame Arbeit auf dem ICM 1990 in Kyoto vor (Rigidity in Geometry and Topology).

## Schriften
- The obstruction to fibering a manifold over a circle. In: Indiana University Mathematics Journal. Band 21, Nr. 4, 1971, S. 315–346, (Digitalisat).
- An extension of Tate cohomology to a class of infinite groups. In: Journal of Pure and Applied Algebra. Band 10, Nr. 2, 1977, S. 153–161, doi:10.1016/0022-4049(77)90018-4.
- mit L. E. Jones: Anosov diffeomorphisms constructed from {\displaystyle \pi _{1}} Diff {\displaystyle (S^{n})}. In: Topology. Band 17, Nr. 3, 1978, S. 273–282, doi:10.1016/0040-9383(78)90031-9.
- mit W.-C. Hsiang: The topological-Euclidean space form problem. In: Inventiones Mathematicae. Band 45, Nr. 2, 1978, S. 181–192.
- mit W.-C. Hsiang: On Novikov’s Conjecture for Non-Positively Curved Manifolds, I. In: Annals of Mathematics. Serie 2, Band 113, Nr. 1, 1981, S. 199–209, doi:10.2307/1971138.
- mit W.-C. Hsiang: The stable topological-hyperbolic space form problem for complete manifolds of finite volume. In: Inventiones Mathematicae. Band 69, Nr. 1, 1982, S. 155–170.
- mit L. E. Jones: {\displaystyle K}-theory and dynamics. I. In: Annals of Mathematics. Serie 2, Band 124, Nr. 3, 1986, S. 531–569, doi:10.2307/2007092.
- mit L. E. Jones: The surgery {\displaystyle L}-groups of poly-(finite or cyclic) groups. In: Inventiones Mathematicae. Band 91, Nr. 3, 1988, S. 559–586.
- mit L. E. Jones: A topological analogue of Mostow’s rigidity theorem. In: Journal of the American Mathematical Society. Band 2, Nr. 2, 1989, S. 257–370, doi:10.2307/1990978.
- mit L. E. Jones: Classical aspherical manifolds. Expository lectures from the CBMS Regional conference held at the University of Florida, January 9–14, 1989 (= Regional Conference Series in Mathematics. 75). American Mathematical Society, Providence RI 1990, ISBN 0-8218-0726-9.
- mit L. E. Jones: Isomorphism Conjectures in Algebraic {\displaystyle K}-Theory. In: Journal of the American Mathematical Society. Band 6, Nr. 2, 1993, S. 249–297, doi:10.2307/2152801.
- mit L. E. Jones: Topological rigidity for compact nonpositively curved manifolds. In: Robert Greene, Shing-Tung Yau (Hrsg.): Differential geometry. Band 3: Riemannian geometry. (Proceedings of the Summer Research Institute on Differential Geometry held at the University of California, Los Angeles, Los Angeles, California July 8–28, 1990) (= Proceedings of Symposia in Pure Mathematics. 54, 3). American Mathematical Society, Providence RI 1993, ISBN 0-8218-1496-6, S. 229–274.
- mit L. E. Jones: Complex hyperbolic manifolds and exotic smooth structures. In: Inventiones Mathematicae. Band 117, 1994, S. 57–74.
- mit L. E. Jones: Rigidity for aspherical manifolds with {\displaystyle \pi _{1}\subset GL_{m}(\mathbb {R} )}. In: The Asian Journal of Mathematics. Band 2, Nr. 2, 1998, S. 215–262, doi:10.4310/AJM.1998.v2.n2.a1.
- The Borel Conjecture. In: F. Thomas Farrell, Lothar Göttsche, Wolfgang Lück (Hrsg.): Topology of high-dimensional Manifolds. (Proceedings of the School on high-dimensional Manifold Topology, Abdus Salam ICTP, Trieste, Italy, May 21–June 8, 2001) (= ICTP Lecture Notes. 9, 1). Band 1. ICTP – The Abdus Salam International Centre for Theoretical Physics, Triest 2002, ISBN 92-95003-12-8, S. 227–298, (Digitalisat).
- mit Peter  A. Linnell: {\displaystyle K}-theory of solvable groups. In: Proceedings of the London Mathematical Society. Band 87, Nr. 2, 2003, S. 309–336, doi:10.1112/S0024611503014072.
- mit Peter  A. Linnell: Whitehead groups and the Bass conjecture. In: Mathematische Annalen. Band 326, Nr. 4, 2003, S. 723–757, doi:10.1007/s00208-003-0424-y.